# Station Diepenbeek
Station Diepenbeek is een spoorweghalte langs spoorlijn 34 (Hasselt - Luik) in de Belgische gemeente Diepenbeek.
Het station werd geopend in 1856 langs de nieuwe spoorlijn tussen Hasselt en Maastricht. Vanaf het einde van de jaren 1950 verloor het station aan belang en werd het gesloten.
Nadat in 1973 het Limburgs Universitair Centrum in de nabijheid van het vroegere station opgericht werd, was er vanwege de studenten een toenemende vraag om het station te heropenen. Dit gebeurde uiteindelijk in 1991 toen er op de plaats van het vroegere station een stopplaats geopend werd.
In het kader van het Spartacusplan, moesten alle overwegen in Diepenbeek afgeschaft worden, zodoende ook de overweg in de Stationsstraat. Deze werd in 2021 vervangen door een reizigersonderdoorgang, waardoor er geen gemotoriseerd verkeer meer het spoor over kan via de Stationsstraat. De onderdoorgang is toegankelijk voor voetgangers en fietser zodat deze ook als verbinding kan dienen voor zachte modi. Het ontwerp werd door gebruikers vaak in twijfel getrokken omdat er gebruikt gemaakt wordt van een bocht van 180 graden gevolgd door een bocht van 90 graden, dit aan weerszijden van de tunnel. Hierdoor moeten fietsers in de daling naar de tunnel sterken afremmen om de bocht te nemen en waren er geregeld conflicten met tegenliggend verkeer. Dit werd op 19 oktober 2022 grotendeels opgelost door het aanbrengen van wegmarkeringen. 
Hiernaast werden ook de perrons vernieuwd en opgehoogd naar de nieuwe standaard van 76 centimeter. Er werden aan weerszijden van het spoor nieuwe overdekte fietsenstallingen aangelegd. Ook kreeg het station aan de noordzijde een nieuwe bushalte Diepenbeek Station waar buslijnen 36b en 364 halteren. Dit ging echter ten koste van de bediening van bushalte Diepenbeek Spoorstraat aan de zuidzijde welke enkel nog door belbus 741 bedient wordt. Eerder heette deze halte Station en werd deze bedient door lijnen 36, 453, 20a alsook belbus 741.

## Treindienst
| Serie       | Treinsoort          | Route | Bijzonderheden                                               |
| ----------- | ------------------- | --- | ------------------------------------------------------------ |
| IC 09       | Intercity (NMBS)    | Antwerpen-Centraal – Aarschot – [ Leuven – ] Hasselt – Diepenbeek – Luik-Guillemins                        | Rijdt in het weekend Antwerpen-Centraal - Luik-Guillemins.   |
| IC 20       | Intercity (NMBS)    | Gent-Sint-Pieters – Aalst – Brussel-Zuid – [ Hasselt – Diepenbeek – Tongeren ] / [ Dendermonde – Lokeren ] | Rijdt in het weekend Gent-Sint-Pieters - Lokeren.            |
| S 43 5300   | S-trein Luik (NMBS) | Maastricht – Wezet – Luik-Guillemins – Tongeren – Diepenbeek – Hasselt                                     | Rijdt in het weekend niet tussen Luik-Guillemins en Hasselt. |
| P 7305/8305 | Piekuurtrein (NMBS) | Tongeren – Diepenbeek – Hasselt – Brussel-Zuid                                                             | Rijdt alleen op werkdagen.                                   |
| P 8225      | Piekuurtrein (NMBS) | Tongeren – Diepenbeek – Hasselt – Leuven                                                                   | In het weekend in december en mei.                           |

## Galerij

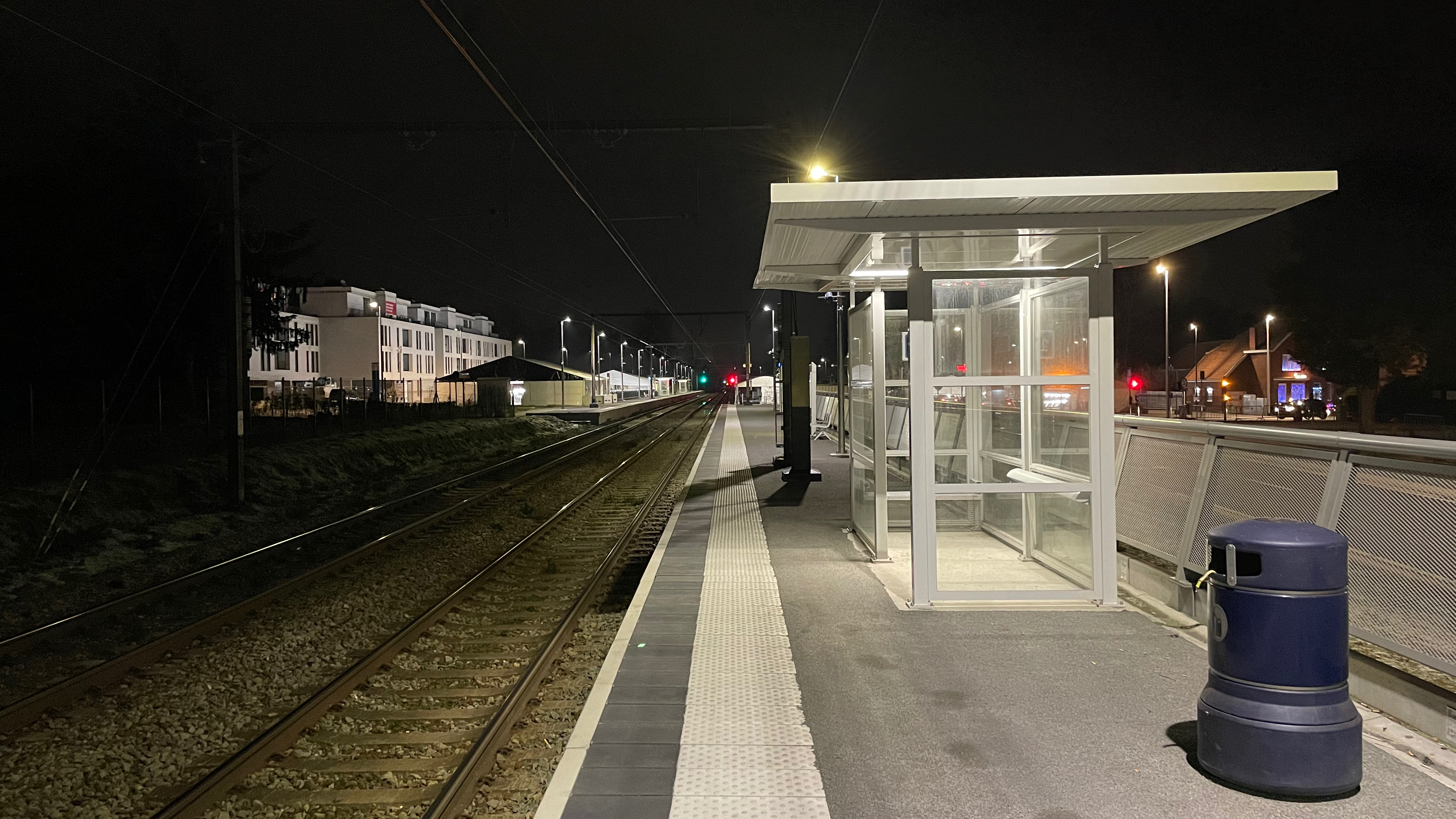
Vernieuwde perrons
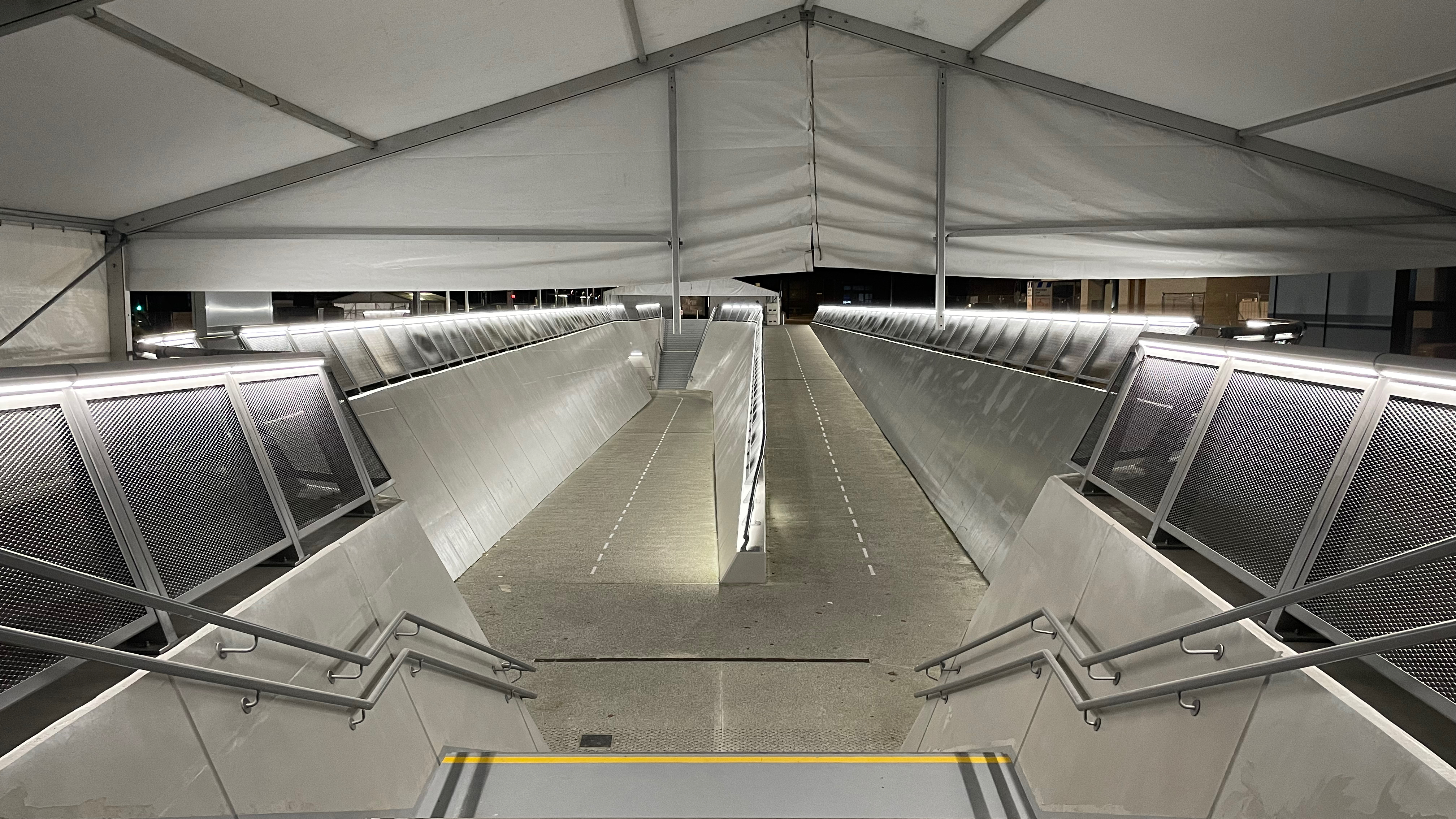
Doorgang onder sporen
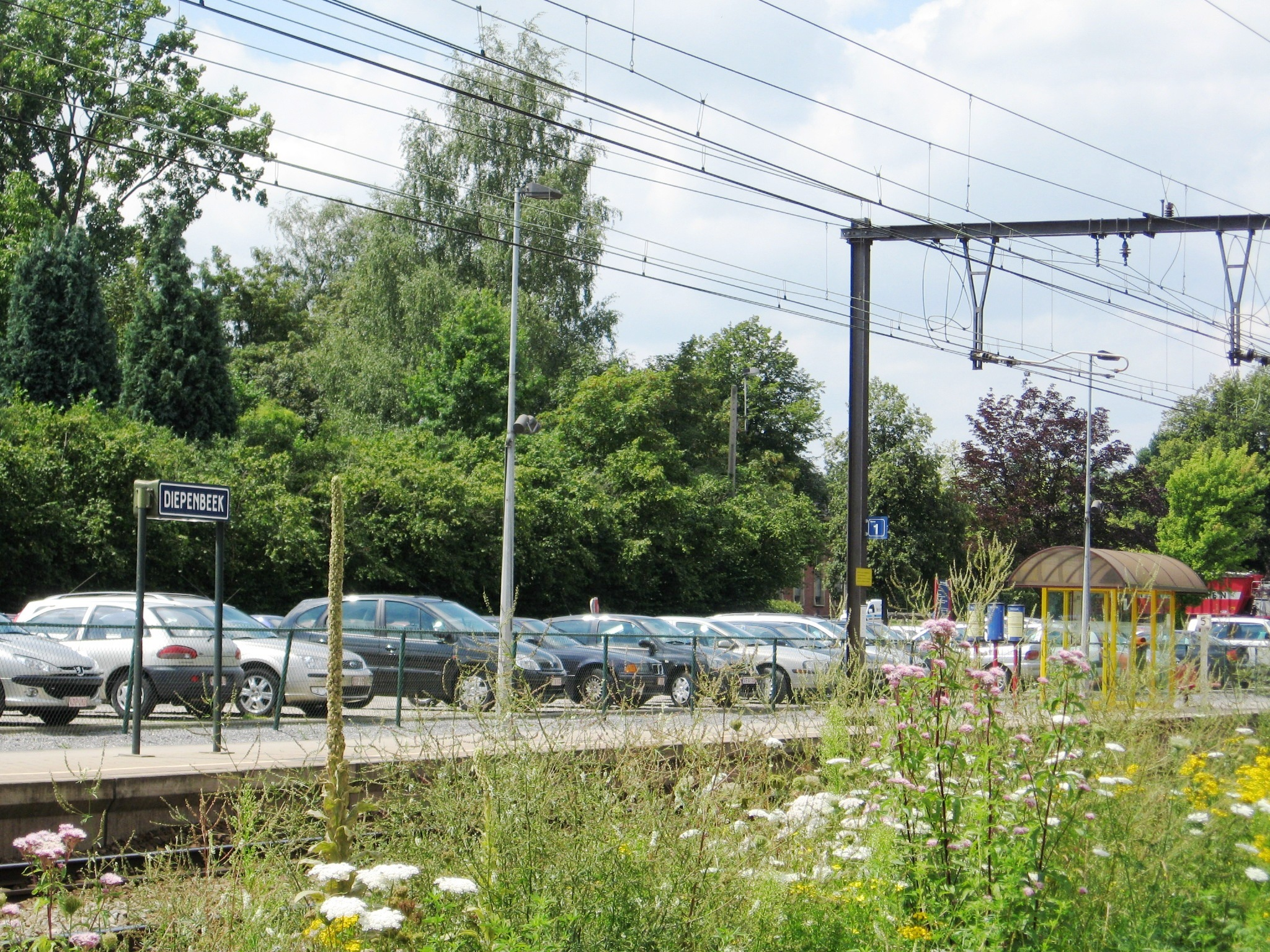
Het station (2007)

## Reizigerstellingen
De grafiek en tabel geven het gemiddeld aantal instappende reizigers weer op een week-, zater- en zondag.
| Tabel: aantal instappende reizigers station Diepenbeek | Tabel: aantal instappende reizigers station Diepenbeek | Tabel: aantal instappende reizigers station Diepenbeek | Tabel: aantal instappende reizigers station Diepenbeek |
|                                                        | Weekdag                                                | Zaterdag                                               | Zondag                                                 |
| ------------------------------------------------------ | ------------------------------------------------------ | ------------------------------------------------------ | ------------------------------------------------------ |
| 1991                                                   | 109                                                    | 37                                                     | 52                                                     |
| 1992                                                   | 110                                                    | 57                                                     | 60                                                     |
| 1993                                                   | 112                                                    | 55                                                     | 78                                                     |
| 1994                                                   | 112                                                    | 33                                                     | 107                                                    |
| 1995                                                   | 84                                                     | 41                                                     | 67                                                     |
| 1996                                                   | 99                                                     | 50                                                     | 74                                                     |
| 1997                                                   | 126                                                    | 54                                                     | 93                                                     |
| 1998                                                   | 123                                                    | 40                                                     | 98                                                     |
| 1999                                                   | 164                                                    | 65                                                     | 77                                                     |
| 2000                                                   | 211                                                    | 76                                                     | 96                                                     |
| 2001                                                   | 154                                                    | 83                                                     | 68                                                     |
| 2002                                                   | 157                                                    | 52                                                     | 86                                                     |
| 2003                                                   | 176                                                    | 55                                                     | 92                                                     |
| 2004                                                   | 225                                                    | 65                                                     | 93                                                     |
| 2005                                                   | 202                                                    | 48                                                     | 136                                                    |
| 2006                                                   | 254                                                    | 80                                                     | 108                                                    |
| 2007                                                   | 305                                                    | 94                                                     | 146                                                    |
| 2008                                                   | -                                                      | -                                                      | -                                                      |
| 2009                                                   | 388                                                    | 108                                                    | 171                                                    |
| 2010                                                   | -                                                      | -                                                      | -                                                      |
| 2011                                                   | -                                                      | -                                                      | -                                                      |
| 2012                                                   | 463                                                    | 104                                                    | 194                                                    |
| 2013                                                   | 412                                                    | 109                                                    | 178                                                    |
| 2014                                                   | 427                                                    | 143                                                    | 206                                                    |
| 2015                                                   | 443                                                    | 103                                                    | 148                                                    |
| 2016                                                   | 445                                                    | 110                                                    | 161                                                    |
| 2017                                                   | 413                                                    | 89                                                     | 159                                                    |
| 2018                                                   | 449                                                    | 162                                                    | 141                                                    |
| 2019                                                   | 522                                                    | 73                                                     | 75                                                     |
| 2020                                                   | 283                                                    | 106                                                    | 138                                                    |
| 2021                                                   | -                                                      | -                                                      | -                                                      |
| 2022                                                   | 342                                                    | 166                                                    | 228                                                    |
| 2023                                                   | 509                                                    | 105                                                    | 137                                                    |
| 2024                                                   | 489                                                    | 136                                                    | 199                                                    |

0,0: Hasselt ·
3,7: Godsheide ·
7,2: Diepenbeek ·
15,0: Beverst ·
17,2: Bilzen ·
19,3: Hoeselt ·
22,1: Alt-Hoeselt ·
24,4: 's Herenelderen ·
27,7: Tongeren ·
31,5: Nerem ·
32,0: Vreren-Nerem ·
33,1: Glaaien ·
37,7: Villers-Juprelle ·
40,3: Liers ·
42,9: Milmort ·
43,9: Milmort-Charbonnage ·
45,4: La Préalle ·
46,2: Rue Charlemagne ·
48,0: Herstal ·
49,4: Jolivet ·
50,6: Luik-Vivegnis ·
51,6: Luik-Sint-Lambertus ·
53,0: Luik-Carré ·
54,8: Luik-Guillemins